# Tôn Liên Trọng
Tôn Liên Trọng (phồn thể: 孫連仲; giản thể: 孙连仲; bính âm: Sun Lianzhong; Wade-Giles: Sun Lian-chung (1893–1990) là một vị tướng Trung Hoa từng trải qua thời kỳ quân phiệt, Chiến tranh Trung-Nhật lần thứ 2 và Nội chiến Trung Hoa. Ông nổi tiếng vì chỉ huy Tập đoàn quân 2 trong Trận Đài Nhi Trang.
Trong thời kỳ quân phiệt, ông ở trong quân Tây Bắc của Phùng Ngọc Tường, tham gia Chiến tranh Bắc phạt dưới quyền Trương Tác Lâm rồi gia nhập quân Tây Bắc của Diêm Tích Sơn chống lại Tưởng Giới Thạch trong Đại chiến Trung Nguyên. Về sau ông chỉ huy lực lượng tham gia các chiến dịch bao vây khu Xô viết Giang Tây lần thứ 2, 3 và 5.
Trong Chiến tranh Trung-Nhật lần thứ 2, ông chỉ huy Binh đoàn một trong Chiến dịch Đường sắt Bắc Bình – Hán Khẩu (tháng 8 năm 1937). Ông cũng chỉ huy Tập đoàn quân 2 trong Trận Thái Nguyên, Trận Từ Châu mà cụ thể là Trận Đài Nhi Trang, Trận Vũ Hán, Trận Túc Huyện-Tảo Dương, Chiến dịch mùa đông 1939-40, Trận Tảo Dương-Nghi Xương, và Trận Dự Nam. Là Phó tư lệnh Quân khu 6, ông chỉ huy Trận Ngạc Tây, rồi đánh bại quân Nhật trong Trận Thường Đức với tư cách Tư lệnh Quân khu 6. Ông tiếp tục chỉ huy Quân khu 6 đến hết chiến tranh.
Năm 1945, Tôn Liên Trọng được bổ nhiệm làm Tư lệnh Quân khu 11, được giao đảm nhiệm khu vực Thiên Tân, Bắc Bình, Bảo Định, Thạch Gia Trang, cũng như nhận hàng quân Nhật tại đây. Tuy nhiên quân Quốc dân đảng xung đột với quân Cộng sản và Nội chiến Trung Hoa lại tiếp diện. 2 nam sau, ông từ chức tại Hoa Bắc để trở về thủ đô rồi năm 1949 chạy sang Đài Loan.

## Sự nghiệp quân sự
- 1912 nhập ngũ
- 1926 gia nhập quân Tây Bắc của Phùng Ngọc Tường, trở thành sư đoàn trưởng
- 1928 Tư lệnh Tập đoàn quân 2 trong Chiến tranh Bắc phạt dưới quyền Trương Tác Lâm
- 1928 - 1929 Đốc quân Thanh Hải
- 1929 - 1930 Chủ tịch Chính phủ tỉnh Cam Túc
- 1930 Chỉ huy lực lượng Cam Túc thuộc quân Tây Bắc dưới quyền Diêm Tích Sơn chống lại Tưởng Giới Thạch trong Đại chiến Trung Nguyên.
- 1930 Theo về với Chính phủ Quốc dân sau khi Trương Học Lương gia nhập với Tưởng Giới Thạch, trở thành Tư lệnh Lộ quân 26
- 1931 chỉ huy Lộ quân 26 tham gia các chiến dịch bao vây khu Xô viết Giang Tây lần thứ 2 và 3
- 1934 tham gia chiến dịch bao vây khu Xô viết Giang Tây lần thứ 5, Chủ tịch huyện Nguyên Dương, Vân Nam của Quốc dân đảng
- 1936 Chống lại quân Cộng sản, chỉ huy Quân đoàn 42
- 1937 Tư lệnh Binh đoàn 1
- 1937 Phó tổng tư lệnh Tập đoàn quân 2
- 1937 - 1944 Tổng tư lệnh Tập đoàn quân 2
- 1938 Tổng tư lệnh Tập đoàn quân 3
- 1940 Phó tư lệnh Quân khu 5
- 1943 Quyền Tư lệnh Quân khu 6
- 1943 - 1945 Tư lệnh Quân khu 6
- 1945 Tư lệnh Quân khu 11
- 1945 - 1947 Chủ tịch Chính phủ tỉnh Hà Bắc
- 1945 - 1947 Tư lệnh Tổng hành dinh Bình định Bảo Định
- 1947 Từ bỏ các chức vụ khác, Tư lệnh phòng thủ Nam Kinh
- 1948 Tư lệnh lực lượng hộ vệ Dinh Tổng thống và Quốc hội
- 1949 - 1954 Chạy sang Đài Loan, giữ chức cố vấn quân sự phủ Tổng thống, ủy viên Trung ương Quốc dân đảng, ủy viên Ủy ban Kỷ luật Trung ương.
- 1955 - 1988 tiếp tục làm việc trong chính phủ và mở một nhà hàng cùng tướng Bàng Bỉnh Huân, một người bạn cũ.
- 1990 Chết vì bệnh tại Đài Bắc